# Football Taka
Football Taka (jap. フットボール鷹 Futtobōru Taka) – manga autorstwa Noboru Kawasakiego, publikowana na łamach magazynu „Shūkan Shōnen Magazine” wydawnictwa Kōdansha od stycznia 1977 do kwietnia 1979.

## Fabuła
Historia opowiada o Tace Yuhino, japońskim zawodniku futbolu amerykańskiego, który dąży do zostania supergwiazdą ligi NFL. Bohater reprezentuje fikcyjną drużynę Silver Stars, należącą do konferencji AFC.

## Manga
Seria była publikowana od 9 stycznia 1977 do 1 kwietnia 1979 w magazynie „Shūkan Shōnen Magazine”. Wydawnictwo Kōdansha zebrało jej rozdziały w 10 tankōbonach, wydawanych od 26 lipca 1978 do 20 kwietnia 1979.
| Nr | Data wydania (język japoński) | ISBN (język japoński)  |
| -- | ----------------------------- | ---------------------- |
| 1  | 26 lipca 1978                 | ISBN 978-4-06-109483-3 |
| 2  | 26 lipca 1978                 | ISBN 978-4-06-109484-0 |
| 3  | 18 sierpnia 1978              | ISBN 978-4-06-172516-4 |
| 4  | 21 września 1978              | ISBN 978-4-06-172520-1 |
| 5  | 20 października 1978          | ISBN 978-4-06-172526-3 |
| 6  | 19 grudnia 1978               | ISBN 978-4-06-172551-5 |
| 7  | 23 stycznia 1979              | ISBN 978-4-06-172560-7 |
| 8  | 22 lutego 1979                | ISBN 978-4-06-172566-9 |
| 9  | 23 marca 1979                 | ISBN 978-4-06-172571-3 |
| 10 | 20 kwietnia 1979              | ISBN 978-4-06-172578-2 |

## Odbiór
W 1978 roku seria zdobyła nagrodę Kodansha Manga w kategorii shōnen.
Mike Toole z Anime News Network uznał, że historia nie jest tak melodramatyczna jak w serii Ashita e Free Kick autorstwa Ikkiego Kajiwary, ale zauważył, że została dobrze przemyślana i ma świetną oprawę graficzną. Stwierdził również, że „Football Hawk to najbardziej udane przedstawienie [futbolu amerykańskiego] w mandze od dłuższego czasu”.